# アンドリュー・トリッグス
- アンドリュー・トリグス

アンドリュー・オースティン・トリッグス（Andrew Austin Triggs, 1989年3月16日 - ）は、アメリカ合衆国テネシー州ナッシュビル出身のプロ野球選手（投手）。右投右打。現在は、フリーエージェント (FA) 。
メディアによっては「トリグス」とも表記される。

## 経歴

### プロ入り前
2010年のMLBドラフト24巡目（全体720位）でクリーブランド・インディアンスから指名されたが、この時は入団せず。
2011年のMLBドラフト21巡目（全体657位）ではサンフランシスコ・ジャイアンツから指名されたが、この時も入団せず。

### プロ入りとロイヤルズ傘下時代
2012年のMLBドラフト19巡目（全体583位）でカンザスシティ・ロイヤルズから指名され、プロ入り。契約後、傘下のパイオニアリーグのルーキー級アイダホフォールズ・チュカーズでプロデビュー。A級ケーンカウンティ・クーガーズでもプレーし、2球団合計で22試合に登板して1勝1敗4セーブ、防御率1.76、51奪三振を記録した。
2013年はA+級ウィルミントン・ブルーロックスとAA級ノースウエストアーカンソー・ナチュラルズでプレーし、2球団合計で43試合に登板して6勝3敗9セーブ、防御率2.28、73奪三振を記録した。
2014年はAA級ノースウエストアーカンソーとAAA級オマハ・ストームチェイサーズでプレーし、2球団合計で44試合（先発1試合）に登板して4勝3敗20セーブ、防御率2.90、38奪三振を記録した。

### オリオールズ傘下時代
2015年4月4日に金銭トレードで、ボルチモア・オリオールズへ移籍した。この年はAA級ボウイ・ベイソックスでプレーし、43試合に登板して0勝2敗17セーブ、防御率1.03、70奪三振を記録した。オフの11月20日にルール・ファイブ・ドラフトでの流出を防ぐためにオリオールズの40人枠入りした。

### アスレチックス時代
2016年3月13日にウェイバー公示を経てオークランド・アスレチックスへ移籍した。開幕は傘下のAAA級ナッシュビル・サウンズで迎え、4月25日にメジャー初昇格を果たした。同日のデトロイト・タイガース戦でメジャーデビュー。その後は何度も降格と昇格を繰り返しながら主に敗戦処理で起用されたが、イマイチな投球内容が続いた。しかし、シーズン後半から先発で試したところ、好投。防御率はリリーフでは5.58、先発では2.81だった。この年メジャーでは24試合（先発6試合）に登板して1勝1敗、防御率4.31、55奪三振を記録した。
2019年7月31日にDFAとなり、翌日の8月1日に自由契約となった。

### ジャイアンツ時代
2020年1月6日にサンフランシスコ・ジャイアンツとマイナー契約を結び、スプリングトレーニングに招待選手として参加することになった。8月2日にメジャー契約を結んでアクティブ・ロースター入りした。8月12日にDFAとなった。

### レッドソックス時代
2020年8月19日にウェイバー公示を経てボストン・レッドソックスへ移籍した。10月26日にマイナー契約となり、同日に自由契約となった。

## 投球スタイル
サイド気味のスリークォーターから投じるツーシームとスライダーを武器に、低めに集めてゴロを量産するグラウンドボールピッチャー。

## 詳細情報

### 年度別投手成績
| 年 度    | 球 団    | 登 板 | 先 発 | 完 投 | 完 封 | 無 四 球 | 勝 利 | 敗 戦 | セ 丨 ブ | ホ 丨 ル ド | 勝 率 | 打 者 | 投 球 回 | 被 安 打 | 被 本 塁 打 | 与 四 球 | 敬 遠 | 与 死 球 | 奪 三 振 | 暴 投 | ボ 丨 ク | 失 点 | 自 責 点 | 防 御 率 | W H I P |
| -------- | -------- | ----- | ----- | ----- | ----- | -------- | ----- | ----- | -------- | ----------- | ----- | ----- | -------- | -------- | ----------- | -------- | ----- | -------- | -------- | ----- | -------- | ----- | -------- | -------- | ------- |
| 2016     | OAK      | 24    | 6     | 0     | 0     | 0        | 1     | 1     | 0        | 0           | .500  | 238   | 56.1     | 56       | 5           | 13       | 1     | 3        | 55       | 2     | 0        | 30    | 27       | 4.31     | 1.23    |
| 2017     | OAK      | 12    | 12    | 0     | 0     | 0        | 5     | 6     | 0        | 0           | .455  | 283   | 65.1     | 68       | 9           | 19       | 0     | 4        | 50       | 5     | 0        | 42    | 31       | 4.27     | 1.33    |
| 2018     | OAK      | 9     | 9     | 0     | 0     | 0        | 3     | 1     | 0        | 0           | .750  | 182   | 41.1     | 37       | 7           | 18       | 0     | 3        | 43       | 3     | 0        | 24    | 24       | 5.23     | 1.33    |
| 2020     | SF       | 1     | 0     | 0     | 0     | 0        | 0     | 1     | 0        | 0           | .000  | 4     | 0.1      | 0        | 0           | 3        | 0     | 0        | 0        | 0     | 0        | 3     | 3        | 81.00    | 9.00    |
| 2020     | BOS      | 4     | 2     | 0     | 0     | 0        | 0     | 1     | 0        | 0           | .000  | 35    | 8.0      | 8        | 3           | 3        | 0     | 0        | 7        | 0     | 0        | 4     | 4        | 4.50     | 1.38    |
| '20計    | BOS      | 5     | 2     | 0     | 0     | 0        | 0     | 2     | 0        | 0           | .000  | 39    | 8.1      | 8        | 3           | 6        | 0     | 0        | 7        | 0     | 0        | 7     | 7        | 7.56     | 1.68    |
| MLB：4年 | MLB：4年 | 50    | 29    | 0     | 0     | 0        | 9     | 10    | 0        | 0           | .474  | 742   | 171.1    | 169      | 24          | 56       | 1     | 10       | 155      | 10    | 0        | 103   | 89       | 4.68     | 1.31    |

- 2020年度シーズン終了時

### 背番号
- 60（2016年 - 2018年）
- 66（2020年 - 同年8月11日）
- 61（2020年9月2日 - 同年終了）